# Ulrik Augsburški
Sveti Urh (Ulrik) (tudi Ulrik Augsburški), bavarski svetnik, augsburški škof, * 890, Wittislingen ali Augsburg, 4. julij 973, Augsburg.

### Življenjepis
Rodil se je leta 890 v Wittislingnu ali Augsburgu na Bavarskem. Kot otrok je bil tako šibak, da so ga starši od sramu skrivali. Pozneje pa je zrastel v krepkega dečka in se odločil za duhovniški stan. Kot mladenič se je izogibal nevarne družbe. »Če ni netiva, tudi ognja ni,« je rekel. Najprej je hotel postati benediktinski menih, v molitvi pa je spoznal, da ga Bog kliče v apostolsko življenje. Postal je svetni duhovnik in pozneje škof augsburške škofije, ki jo je potem vodil 50 let. Bil je mož molitve in dela, ljubil pa je tudi duhovito in nedolžno šalo.
Leta 955 je odločilno pripomogel k zmagi nad Ogri na Leškem polju. Madžari, ki so na svojih roparskih pohodih često plenili tudi po slovenskih krajih, so leta 955 prišli prav do Augsburga in ga oblegali. Škof sam je dal popraviti mestno obzidje in je sredi puščic in kamnov brez čelade in oklepa jahal od čete do čete in jih bodril. Redovnicam pa je naročil, da so molile za božje varstvo. Ko je spoznal, da pripravlja sovražnik odločilen napad, je po slovesni maši obhajal vso vojsko. Sovražniki so res napadli, mesto je pod Urhovim poveljstvom napad odbilo.
Dovolj močna armada cesarja Otona I. in Čehov je Madžarom zadala popoln poraz. Oton je zdaj prisilil Madžare k stalni naselitvi in sprejemu krščanstva. Vsa Evropa si je oddahnila in tudi slovenski kraji so bili rešeni hude nadloge. Na bojišču sta obležala poleg drugih najbližjih tudi Urhov brat in nečak. Škofa Urha je ta izguba tako prizadela, da ga je prišel tolažit sam cesar. Urh je bil predvsem škof, a tudi velik junak in čuteč človek.
Svoje pastirske dolžnosti je Urh opravljal z živo zavestjo odgovornosti pred Bogom in z modrostjo, pridobljeno s prisrčno molitvijo. Prepotoval je večkrat širne pokrajine svoje škofije in za vzgojo dobrih duhovnikov ustanovil stolniško šolo, ki je kmalu zaslovela daleč naokrog.
Umrl je 4. julija leta 973. Na škofovskem mestu ga je nasledil Henrik I. Sveti Urh je bil prvi svetnik, ki je bil kanoniziran. To se je zgodilo 4. julija 993 iz strani papeža Janeza XV.

### Godovni zavetnik
Sveti Urh goduje 4. julija. Na Slovenskem ga navadno upodabljajo kot škofa z ribo v roki. Legenda pripoveduje, da je škofa Urha nekoč obiskal škof Konrad. Večerjala sta in se za mizo še dolgo v noč pomenkovala ter tam učakala petkovo jutro. Tedaj prihiti s pismom sel bavarskega vojvode, kateremu Urh podari kurje bedro, ki je na mizi bilo še od četrtkove večerje. Ta ga je vzel in potem pri vojvodi škofa zatožil, da ob petkih škof Urh je meso. V dokaz je hotel pokazati v torbi shranjeno bedro. A glej, bedro se je spremenilo in sel je iz svoje torbe potegnil ribo. Značilni atributi (pridatki), ki se pojavljajo na upodobitvah so: škofovska oblačila in knjiga z ribo.
Različice imena Urh so še: Urh, Udo, Ulrich, Ulrih, Ulrik, Uroš; Ulrika, Ula.
V Sloveniji je svetem Urhu posvečenih 38 cerkva. Po njem so poimenovani kraji Sv. Urh, Šenturška Gora, Šenturh.